# A Man and a Woman
A Man and a Woman  (en hangul, 남과 여; romanización revisada, Namgwa Yeo) es una película romántica surcoreana de 2016 dirigida por Lee Yoon-ki. Protagonizada por Jeon Do-yeon y Gong Yoo como dos personas que se encuentran y comienzan una historia de amor en Finlandia. Se estrenó el 25 de febrero de 2016.

## Sinopsis
En un frío día de invierno Sang-Min (Jeon Do-yeon) le pide a Ki-Hong (Gong Yoo) que encienda su cigarro. Los dos desconocidos que han dejado a sus hijos en una zona de recogida para un campamento de niños en Helsinki, Finlandia han iniciado su historia. Una chispa de interés mutuo se enciende entre el hombre y la mujer.
Ambos deciden viajar hasta el campamento de sus hijos para asegurarse de que están bien. En su camino de regreso, una tormenta de nieve los obliga a pasar la noche en una posada. En la mañana ambos dan un paseo por el bosque y se refugian del frío en un apartado sauna, donde finalmente se dejan llevar por la pasión. Se van al día siguiente sin conocer sus nombres.
Varios meses más tarde, mientras Sang-Min limpia un cristal en su  trabajo, ve a Ki-Hong caminar frente a su calle. Él y ella, ambos casados, pero compartiendo un vínculo que desafía su condición.

## Reparto
- Jeon -yeon es Sang-min.
- Gong Yoo es Ki-hong.
- Lee Mi-so es Moon-joo.
- Park Byung-eun es Ahn Jae-suk.
- Park Min-ji es Ha-jeong.
- Yoon Se-ah es Se-na.
- Min Moo-je es el novio de Se-na.
- Kang Shin-chul es amigo de Ki-hong.
- Lee Ji-hoon es amigo de Ki-hong.
- No Kang-min como Jong-hwa.
- Kang Ji-woo Como Yoo-rim.
- Jeon Ye-seo Como Hyo-seon.
- Kim Hye-ok como la madre de Moon-joo.

## Producción
La filmación comenzó el 19 de noviembre de 2014 y finalizó el 23 de marzo de 2015, con el material grabado en Finlandia en febrero de 2015.